# The Daily Show
Щоденне шоу (англ. The Daily Show) — американська телепередача — вечірнє ток-шоу і новинна сатира. Іде з понеділка по четвер на телеканалі Comedy Central. Телепередача називає себе «фейковим випуском новин», а гумор і сатиру бере з поточних подій, політичних фігур, медіаорганізацій, а також часто використовує самовідносний гумор.
Прем'єра півгодинного шоу відбулася 21 липня 1996 року, першим ведучим був Крейг Кілборн (до 17 грудня 1998 року). Його змінив Джон Стюарт, який вів передачу від 11 січня 1999 року по 6 серпня 2015; під його керівництвом шоу більше зосередилося на політичній сатирі і новинній сатирі, на відміну від поп-культури, як у Кілборна. Стюарта змінив Тревор Ноа, прем'єрний випуск з ним вийшов в ефір 28 вересня 2015 року. Залежно від ведучого, шоу мало офіційну назву The Daily Show with Jon Stewart у 1999—2015 роках і починаючи з 2015 року називається The Daily Show with Trevor Noah. The Daily Show — найдовготриваліша програма на каналі Comedy Central (рахуючи всіх ведучих), що виграла 24 прайм-тайм премії «Еммі».
Програма популярна серед молодих глядачів; за оцінками таких організацій як Pew Research Center, глядачі віком від 18 до 49 років складають 74 % постійних глядачів, а 10 % глядачів дивляться шоу перш за все як новини, 2 % для глибшого розуміння, 43 % як розважальну програму, порівняно з 64 %, які дивляться CNN для отримання новин.
Критики дорікали Стюарту, що той не достатньо ефективно проводить інтерв'ю зі своїми політичними гостями, декого з яких він міг висміювати у попередніх випусках. Стюарт та інші автори The Daily Show відповіли, що вони не несуть ніякої журналістської відповідальності і, що як гумористи зобов'язані лише розважати глядачів. Поява Стюарта у шоу Crossfire на CNN підняла цю дискусію, коли він дорікнув журналістам і ведучим CNN, що ті не проводять інформативних та актуальних інтерв'ю.

## Формат

### Вступний сегмент
Кожен епізод починається зі слів диктора Дрю Бірнса, який повідомляє дату і вступну фразу «From Comedy Central's World News Headquarters in New York, this is The Daily Show with Trevor Noah» («Зі світової штаб-квартири новин Comedy Central у Нью-Йорку, з вами The Daily Show із Тревором Ноа»). Раніше фраза звучала як «З вами The Daily Show, найголовніша телевізійна програма усіх часів». Ведучий потім відкриває шоу монологом, що окреслює поточні новини і питання. Раніше шоу було поділене на сегменти під назвою «Заголовки», «Інші новини», «Щойно»; ці назви вийшли з регулярного вжитку 28 жовтня 2002 року, і востаннє були використані 6 березня 2003 року. Деякі епізоди починаються з інтро на 1-3 хвилини про невелику історію (або невеликий набір історій) перед повним переходом до основної теми дня.

### Сегменти з кореспондентами
За сегментом з монологом часто йде сегмент діалогу з кореспондентом — зазвичай, його представляють як «старшого» спеціаліста у галузі, про яку йдеться — або за столом ведучого, або репортажем з несправжнього місця перед зеленим екраном, на якому показують відеоматеріал. Заявлені галузі спеціалізації кореспондентів залежать від новини, яка обговорюється, і можуть варіюватися від порівняно загальних (наприклад, старший політичний аналітик) до абсурдно конкретних (наприклад, старший кореспондент з питань релігійних реєстрів). Акторський склад кореспондентів досить різноманітний, і чимало з них часто саркастично зображують екстремальні стереотипи про себе, що додає гумору в новину, наприклад, «старший кореспондент-латиноамериканець», «старший кореспондент молоді» або «старший чорношкірий кореспондент». Вони, як правило, обігрують абсурдні або жартівливо перебільшені точки зору на поточні події, контрастуючи з ведучим як звичайним чоловіком.[джерело?]

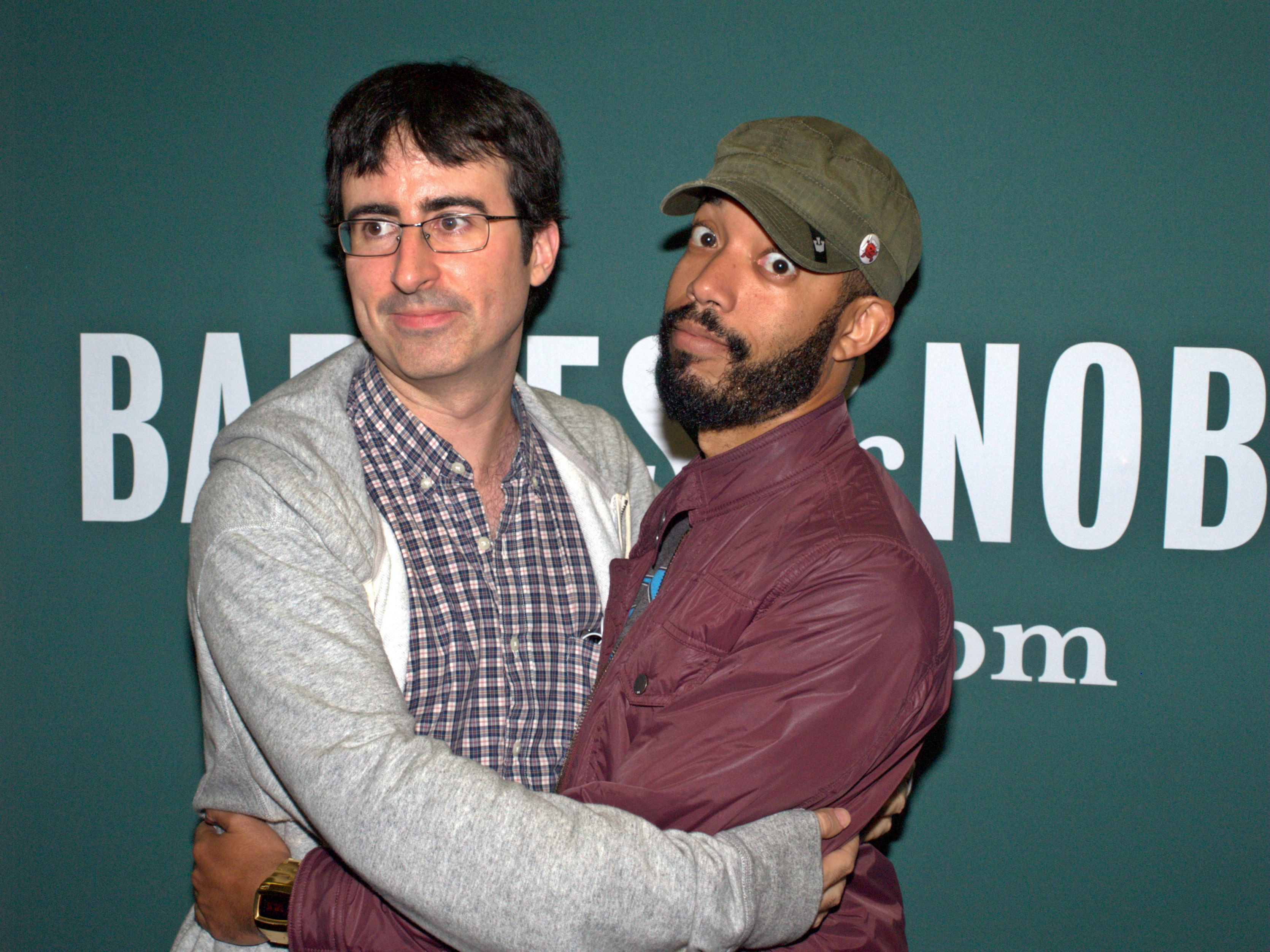
Колишні кореспонденти Джон Олівер і Ваєт Сінек на презентації Earth (The Book): A Visitor's Guide to the Human Race

Хоча кореспонденти, які нібито ведуть репортаж з-за кордону, як правило, роблять це в студії на тлі зеленого екрану, в рідкісних випадках актори роблять записи на місці. Наприклад, упродовж тижня з 20 серпня 2007 року у шоу показували низку репортажів під назвою «Операція „Тихий грім“: The Daily Show в Іраку», в якій кореспондент Роб Ріґґл вів репортаж з Іраку. У серпні 2008, Ріґґл їздив у Китай для серії сегментів під назвою «Роб Ріґґл: Гонитва за драконом», що була присвячена Олімпіаді 2008 року в Пекіні.
Джейсон Джонс відвідав Іран на початку червня 2009 року, щоб зробити репортаж про іранські вибори, а Джон Олівер був у Південній Африці, де зняв ряд сегментів «В Африку» щодо Чемпіонату світу з футболу 2010. У березні 2012 року Джон Олівер вирушили до Габона, на західне узбережжя Африки, де робив репортаж про рішення габонського уряду пожертвувати $2 млн для ЮНЕСКО після того, як Сполучені Штати скоротили своє фінансування ЮНЕСКО на початку цього ж року. 19 липня 2016 Рой Вуд-молодший був у прямому ефірі з Республіканської національної конвенції і говорив про афроамериканську підтримку Дональда Трампа.
Для сегментів з кореспондентами програма має команду, члени якої відвідують різні місця, щоб зробити комедійні репортажі щодо поточних новин та взяти інтерв'ю у людей, пов'язаних з питанням дня. Теми широко варіюють; у ранні роки телепередачі вони зосереджувались на історіях окремих людей, як-то ентузіастів Бігфута. З приходом Стюарта як ведучого, в центрі уваги шоу опинилися більш політичні та подієві епізоди, що більш точно відображають поточні питання та дебати. За ведучого Кілборна і в перші роки Стюарта, більшість опитаних або не знали, або не зовсім розуміли комедійний характер The Daily Show. Однак з часом, коли передача стала набирати популярність (особливо після висвітлення президентських виборів 2000 і 2004 років), більшість учасників знають про комедійний елемент.

### Повторювані сегменти
Деякі сегменти періодично повторювалися у різні періоди, наприклад як «Back in Black» (сегменти коміка Луїса Блека) і «Your Moment of Zen». Після вторгнення в Ірак 2003 року частим сегментом став «Mess O' Potamia», де приділялась увага політиці США на Близькому Сході, особливо в Іраку. Вибори в США стали фокусом сегменту «Indecision» («Нерішучість») у ведучих Стюарта і Ноа (назва  час в якості приймаючої (назва «InDecision» — пародія на сегмент «Decision» NBC News). Починаючи з 2000 року, шоу почало записувати тиждень спецвипусків з міст, що приймають Демократичну і Республіканську національні конвенції. Під час проміжних виборів США у 2006 тиждень епізодів знімався в Огайо. Висвітлення у сегментах  «Indecision» та «Democalpyse» («Демокаліпсис») виборів 2000, 2002, 2004, 2006, 2008, 2010, 2012, 2014, 2016 років завершувалися спецвипусками наживо у вечір виборів.

### Інтерв'ю
У третьому акті шоу ведучий проводить інтерв'ю зі знаменитістю в гостях. Гості можуть бути з різних культурних середовищ, у тому числі актори, музиканти, письменники, спортсмени, експерти, політичні експерти та політичні діячі. У Стюарта гості шоу були переважно авторами нехудожніх книг та політичними експертами, також були видні посадовці. У ранні роки шоу з труднощами вдавалося запрошувати високопоставлених політиків. Однак зі зростанням популярності, особливо після висвітлення виборів 2000 і 2004, шоу стало — за висловом зі статті в «Rolling Stone» (2006) — «гарячим місцем для тих, хто хоче продати книги або здаватися модними, від кандидатів у президенти до військових диктаторів». «Ньюсвік» назвав його «найкрутішим піт-стопом на телебаченні».
До видатних політичних гостей шоу належать президент США Барак Обама, віце-президент США Джо Байден, екс-президенти Джиммі Картер та Білл Клінтон, колишні прем'єр-міністри Британії Тоні Блер і Ґордон Браун, екс-президент Пакистану Первез Мушарраф, президент Ліберії Елен Джонсон-Серліф, президент Болівії Ево Моралес, йорданський король Абдалла II, прем'єр-міністр Естонії Тааві Рийвас, канадський прем'єр-міністр Джастін Трюдо і колишній президент Мексики Вісенте Фокс.
У шоу виступали колишні і нинішні члени адміністрації президента, а також члени конгресу США. Численні кандидати в президенти з'явилися на шоу під час своїх кампаній, у тому числі Джон Маккейн, Джон Керрі, Барак Обама і Гілларі Клінтон.

### Заключний сегмент
У заключному сегменті є короткий відступ для фінальних титрів, коли ведучий оголошує «Your Moment of Zen» («Ваша хвилинка дзену») — це жартівливе відео без коментаря; ця хвилинка є частиною шоу з часу його появи у 1996 році. Сегмент часто пов'язаний з основною розповіддю епізоду або ж може бути просто гумористичним чи смішним кліпом. Іноді сегмент використовують, щоб віддати шану тим, хто помер.
Іноді перед «хвилинкою дзену» дають коротку рекламу. Ведучий може сказати про передачу, яка слідує одразу за цією, як наприклад було з шоу @midnight. Цей час також використовується для просування фільмів, книг або стенд-ап подій, які пов'язані з ведучим.
У жовтні 2005 року, після прем'єри The Colbert Report, до заключного сегменту додалася нова риса: Стюарт перекидається кількома словами з «нашим хорошим другом, Стівеном Коулбером із The Colbert Report», яка йшла в ефір одразу після завершення передачі. Двоє ведучих на екрані, кожен у своїй студії, обмінюються заготовленими репліками. У 2007 році це скоротили до двох разів на тиждень, і до 2009 року вже до разу на тиждень, аж поки поступово цей прийом перестали використовувати. Ноа використовує цей елемент для передачі The Opposition with Jordan Klepper.

## Студія

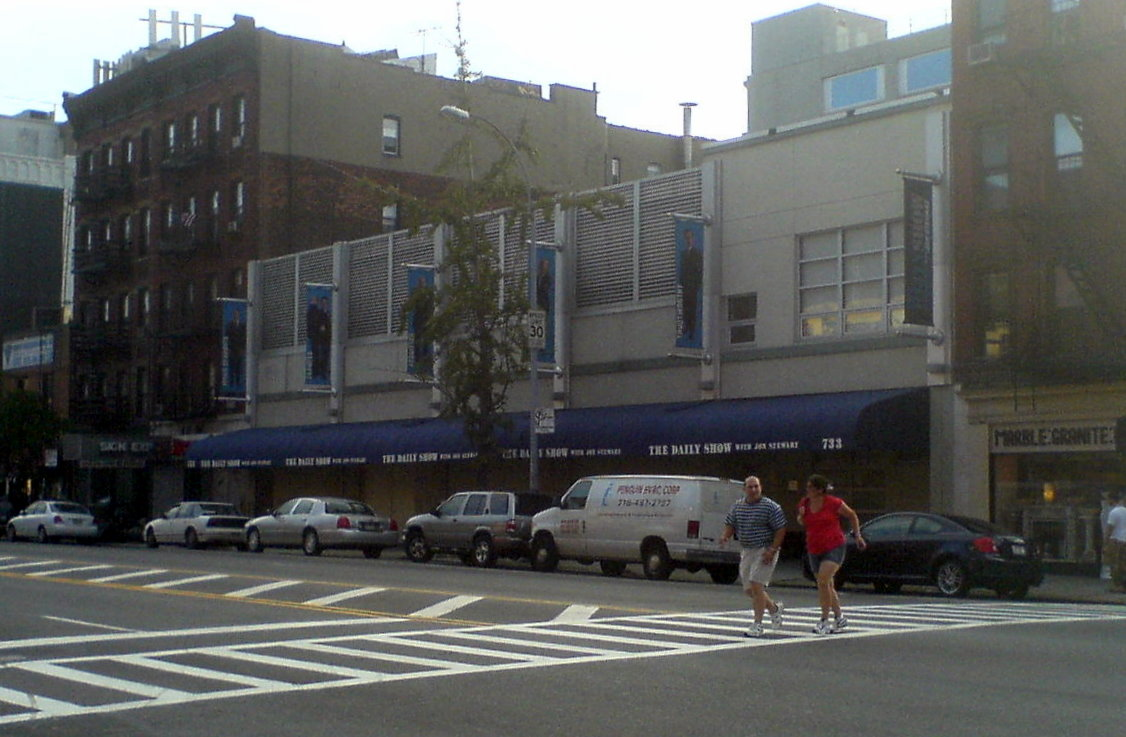
Будівля нинішньої студії Daily Show, 11-та авеню, 733

Ведучий сидить за столом на підвищенні сцени в стилі традиційних випусків новин. Шоу переїхало з першої студії в Нью-Йорку наприкінці 1998 року до NEP Studio 54 у району Нью-Йорку під назвою Hell's Kitchen (дослівно Пекельна кухня), де залишалося до 2005 року, коли студію зайняла програма The Colbert Report. 11 липня 2005 шоу вийшло у своїй новій студії NEP Studio 52, за декілька кварталів на захід від свого попереднього розташування. Вигляд нової студії більш згладжений і формальний, тлом слугують три великі проєкційні екрани. Традиційний гостьовий диван, який був у студії з початку шоу, замінили прості крісла. Зміни спочатку не були підтримані, викликавши негативну реакцію серед деяких шанувальників, які почали кампанію «Поверніть диван на місце». Кампанію згадував у подальших випусках Стюарт, її підтримував один з авторів Daily Show Боб Вілтфонг. Диван врешті розіграли в лотереї, переможець якої отримав диван, квитки туди-назад в Нью-Йорк, квитки на шоу, і невелику суму грошей.

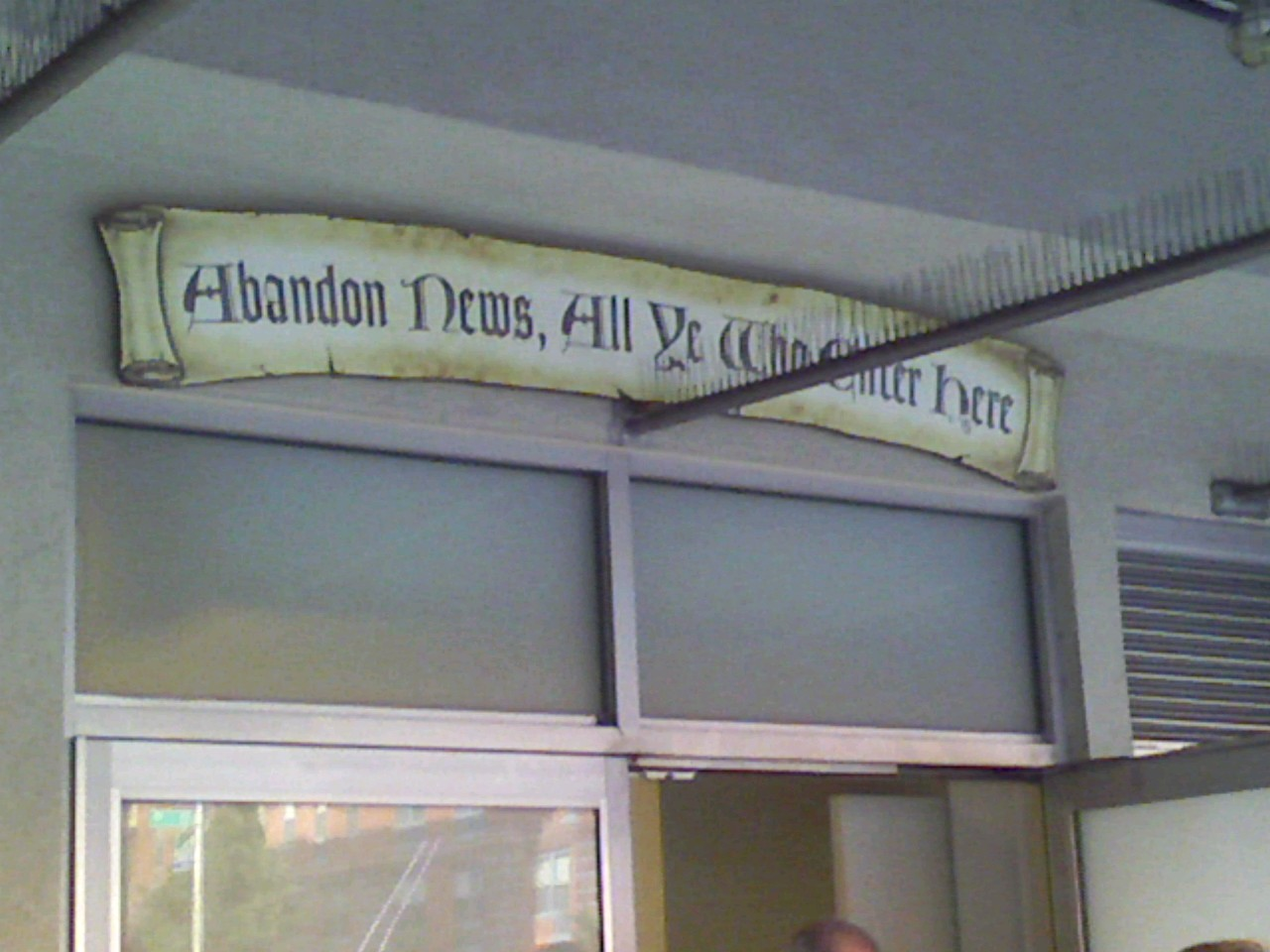
Знак на вході в студію Daily Show: «Лишайте новини всі, хто входить»

9 квітня 2007 року шоу вийшло в оновленій студії. Проекційні екрани були оновлені (один великий екран за Стюартом, менший так само за гостем), велика карта світу прямо за ведучим, більш відкрита студія, J-подібний стіл, що упирається одним кінцем у глобус. Інтро також оновили; малюнки, назви, дати, лого — все змінилося.
28 вересня 2015, разом з дебютом Тревора Ноа у ролі ведучого, студію оновили знову. За словами Ларрі Гартмана, Ноа надихався вибором Стюарта. Кольори студії стали світлішими, графіку, музичну тему, лого тощо також оновлено. 19 липня 2016 зробили тимчасові зміни, щоб зобразити Democalypse 2016, тема Вашингтона була покликана показати, що Вашингтон «трохи зламався» і потребує «ремонту». Хоча студія повернулася до попереднього вигляду, коли тиждень виборів закінчився, зміни графіки було збережено.

## Виробництво
Письменники шоу починають кожен день з ранкової наради, де вони розглядають матеріал, який дослідники зібрали з основних газет, Ассошіейтед прес, новин на кабельному телебаченні, і обговорюють заголовний матеріал для основного сегменту. Упродовж ранку вони працюють над написанням уривків на основі поточних новин та над довготривалими проєктами. До обіду Ноа, — який описує свою роль як капітана команди, — починає вичитувати жарти. Сценарій завершують до 3 години дня, а о 4:15 починається репетиція. Година, що залишилася, витрачається на переписування тексту, о 6 вечора передачу записують перед живою аудиторією.
Зазвичай The Daily Show випускає чотири нові епізоди на тиждень, з понеділка по четвер, сорок два тижні на рік. Шоу транслюється об 11 вечора за Східним/10 вечора за Центральним часом, у час, коли місцеві телеканали показують свої новини, і приблизно за півгодини до більшості інших гумористичних вечірніх програм. Програма повторюється кілька разів наступного дня, у тому числі о 7:30 вечора за східним/6:30 вечора за центральним часом, тобто у прайм-тайм.

## Історія

### Ведучий Крейг Кілборн (1996-98)
The Daily Show створили Ліз Вінстед і Мадлен Смітберг, прем'єра на Comedy Central відбулася 22 липня 1996 року; шоу рекламувалося як заміна для Politically Incorrect (успішної програми Comedy Central, яка перейшла на АВС на початку того року). Мадлен Смітберг була співавтором The Daily Show, а також колишнім виконавчим продюсером. Випускниця університету Бінгемтон, вона була виконавчим продюсером Steve Harvey's Big Time і координатором талантів для Late Night with David Letterman.
З метою пародії на звичайні випуски новин, передача показувала комедійний монолог про заголовки дня з ведучим Крейгом Кілборном (відомий ведучий програми SportsCenter каналу ESPN), а також репортажі в стилі мок'юментарі з різних місць, сегменти у студії і дебати штатних кореспондентів, серед яких Вінстед, Браян Унгер, Бет Літлфорд та А. Вітні Браун.

#### Традиційні сегменти
До традиційних сегментів шоу належали «Цей день в історії Хассельхоффа» і «Найкасовіші фільми минулих вихідних в перерахунку на ліри», що пародіювали розважальні новинні шоу та їх тенденцію подавати рекламу з дріб'язковими підводками на зразок дня народження знаменитості. В іншій підводці до перерви на рекламу, батьки Вінстед, на її автовідповідачі, зачитували запитання і відповідь цього дня з вікторини «Final Jeopardy!». У кожному шоу Кілборн бере інтерв'ю у знаменитості, яке закінчувалося сегментом під назвою «П'ять запитань», де гостю пропонувалося відповісти на ряд запитань, в яких, як правило, поєднувалися незрозумілий факт і суб'єктивна оцінка. У виданні 1998 року The Daily Show: Five Questions містяться стенограми найкращих інтерв'ю Кілборна. Кожен епізод завершувався сегментом під назвою «Ваша хвилинка дзену», де показувалося випадкове гумористичне чи абсурдне відео. Спочатку шоу записували без публіки в студії, зі сміхом лише позакадрових працівників студії. Аудиторія у студії з'явилася лише в другому сезоні, і з тих пір залишилася.

#### Відмінності між версіями Кілборна і Стюарта
Шоу було набагато менш політично орієнтоване, ніж пізніше стало під керівництвом Джона Стюарта; Стівен Коулбер казав, що воно має дух як у місцевих новин; гумор більше стосувався людей, ніж подій. Вінстед пригадує, що, коли передачу вперше запустили, були постійні суперечки про те, на чому вона має зосереджуватися. Сама вона хотіла більшого акценту на новинах, тоді як канал турбувався, що це може не зачепити глядача, і наполягав на «більше гібридові розваг і політики». Шоу викликало критику з боку деяких рецензентів як занадто зле, особливо щодо тих, у кого беруть інтерв'ю на місці; з цим згодні були і деякі актори передачі.[хто саме?] Описуючи свій час в ролі кореспондента під керівництвом Кілборна, Коулбер каже: «Хотілося вийняти свою душу, повісити її на вішак і залишити в шафі, перш ніж сідати в літак і робити один з цих епізодів». Один рецензент з Нью-Йорк Таймс критикував шоу за жорстокість і відсутність центральної редакційної концепції або ідеології, назвавши його «позбавленим ідейного чи мистецького центру… розвиненим не по роках, але порожнім».

#### Вихід Крейга Кілборна
У певний час з'явилися повідомлення про закулісні тертя між Кілборном і деким з жіночого персоналу, особливо співавторкою шоу Ліз Вінстед. Вінстед не брала участі у наймі Кілборна на роботу, і була не згодна з його баченням напрямку, який шоу має взяти. «Я провела вісім місяців, розробляючи і добираючи людей на шоу, шукаючи тон разом з продюсерами сценаристами. Хтось інший поставив його на це місце. Ясно було, що будуть проблеми. Я бачила шоу як таке, що залежить від контенту, а він — від ведучого», — розповіла вона. В інтерв'ю журналу Esquire в 1997 році Кілборн робив сексуально відверті жарти про Вінстед. Comedy Central відповів усуненням Кілборна на тиждень без оплати часу, а невдовзі після цього Вінстед звільнилася.
У 1998 році Кілборн залишив The Daily Show, і замінив Тома Снайдера на CBS у The Late Late Show. Він заявив про свої права на сегмент «П'ять запитань» як інтелектуальну власність, заборонивши використовувати його в інтерв'ю будь-яким подальшим ведучим The Daily Show. Кореспонденти Браян Унгер та А. Вітні Браун покинули шоу незадовго до нього, але більшість команди і письменників залишилися. Останнє шоу з Кілборном вийшло в ефір 17 грудня 1998 року, це був 386-ий епізод. Наступні чотири тижні показували повтори, поки не почалася робота з Джоном Стюартом.

### Ведучий Джон Стюарт (1999—2015)

#### Зміни у змісті

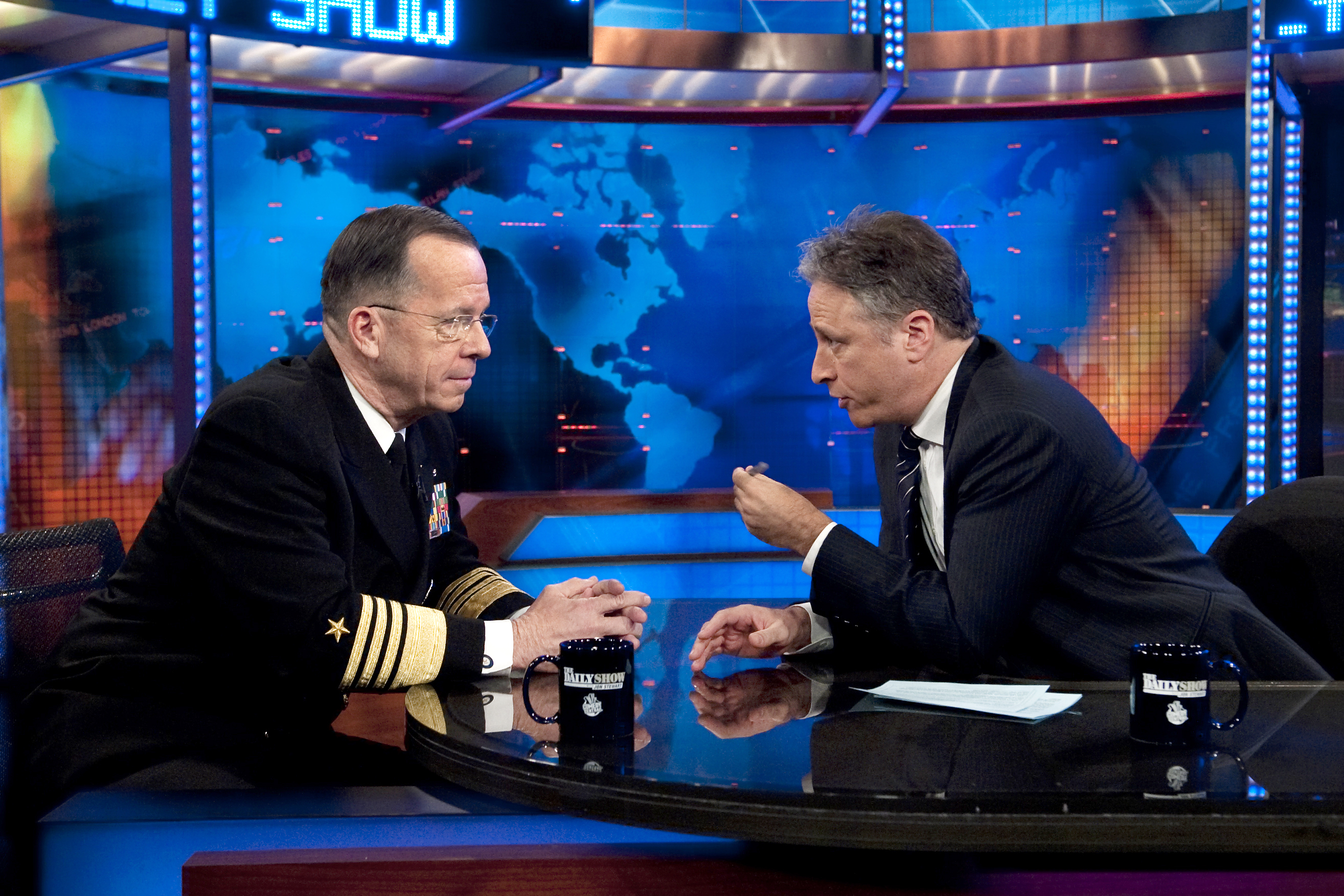
Джон Стюарт (праворуч) в епізоді The Daily Show в 2010 році з адміралом Майклом Малленом

Комік Джон Стюарт став ведучим 11 січня 1999, а шоу отримало назву The Daily Show with Jon Stewart. До цього Стюарт вів програму Short Attention Span Theater («Театр короткої концентрації уваги») на Comedy Central, два шоу на MTV (You Wrote It, You Watch It, «Ви це писали, ви це й дивіться», і ток-шоу The Jon Stewart Show), а також був ведучим об'єднаного вечірнього ток-шоу, знімався в кіно і на телебаченні. Приймаючи передачу від Кілборна, Стюарт спочатку зберіг співробітників і риси ефіру, завдяки чому перехід відбувся без особливих проблем, в той час як деякі рубрики, як то «Божественні справи» (де Джон Блум представляв добірку свіжих відео різних телеєвангелістів) і «Відгукнулося» (дебати у студії між Браяном Унгером та А. Вітні Брауном) трансформувалися у подібні рубрики «Цього тижня в Бога» і «Even Stevphen» зі Стівеном Коулбером і Стівом Кареллом. З'явилися і продовжили розвиватися нові риси. Кінцевий сегмент «Ваша хвилинка дзену», що раніше складався з випадкової добірки гумористичних відео, почав іноді включати короткі повтори або розширені версії уривків новин, показаних раніше в шоу. Музична тема шоу, «Dog on Fire» Боба Мулда, була перезаписана у виконанні They Might Be Giants, невдовзі після того, як Стюарт приєднався до шоу.
Стюарт виконував роль не лише ведучого, але й письменника і виконавчого продюсера серіалу. Він згадує, як спочатку боровся з пережитками Кілборна, намагаючись здобути контроль над шоу і поставити на нього власний відбиток; ця боротьба призвела до відходу ряду старих письменників. Важливу роль у формуванні нового голосу шоу мав колишній редактор The Onion Бен Карлін, який разом з автором із The Onion Девідом Джавербаумом приєднався до колективу в 1999 році як головний сценарист, а потім був призначений виконавчим продюсером. Їхній досвід написання текстів для сатиричної газети, яка використовує фейкові історії, щоб підсміюватися з реальної газетної журналістики і поточних подій, вплинув на комедійний напрямок шоу; Стюарт пригадує момент найму Карліна як точку, в якій речі «[почали] набувати форми». Описуючи свій підхід до шоу, Карлін сказав: «Головне для мене — це бачити лицемірство. Людей, які знають краще і говорять те, у що ти знаєш, що вони не вірять».

Логотип передачі у час Стюарта

Під керівництвом Стюарта і Карліна The Daily Show розвинуло відмінний стиль, загостривши акцент на політичному гуморі порівняно з ранішими випусками. Тоді кореспондент, Стівен Коулбер згадує, що Стюарт спеціально попросив, щоб у нього була своя політична точка зору і щоб його пристрасть до питань проривалася у його комедії. Коулбер говорить, що в той час як шоу Кілборна мало акцент на людях, за Стюарта шоу почало бути більше про новини і проблеми, особливо після початку виборчої кампанії 2000, якій у шоу була присвячена рубрика «Indecision 2000». Сам Стюарт описує висвітлення перерахунку голосів на виборах 2000 як точку, коли передача віднайшла свій редакційний голос. Після терактів 11 вересня The Daily Show не виходило в ефір упродовж дев'яти днів. Після повернення Стюарт відкрив шоу похмурим монологом, що, за словами Джеремі Гілліка і Нонни Горіловської, зачіпали як абсурдність, так і важливість його ролі як коміка. Стюарт сказав так:
|                                                 | Вони сказали повертатися до роботи, але немає роботи для людини в позі ембріона. . . . Ми сидимо позаду і кидаємо паперові кульки — ні на мить не забуваючи, яка це розкіш у цій країні могти так робити. . . . Пейзаж з мого вікна включав Всесвітній торговий центр. Тепер його немає. Вони атакували його. Це символ американської винахідливості і сили, і праці, й уяви, і торгівлі, і тепер його нема. Але ви знаєте, який у мене пейзаж зараз? Статуя Свободи. З півдня Мангеттена тепер видно Статую Свободи. Краще вже не буває. Оригінальний текст (англ.) They said to get back to work, and there were no jobs available for a man in the fetal position. . . . We sit in the back and we throw spitballs – never forgetting the fact that it is a luxury in this country that allows us to do that. . . . The view from my apartment was the World Trade Center. Now it's gone. They attacked it. This symbol of American ingenuity and strength and labor and imagination and commerce and it is gone. But you know what the view is now? The Statue of Liberty. The view from the south of Manhattan is now the Statue of Liberty. You can't beat that. |
| — Джон Стюарт, випуск у четвер 20 вересня 2001, | |

Гіллік і Горіловська зауважують, що теракти 11 вересня і початок війни в Афганістані та Іраку були моментом, в який Джон Стюарт постав як надійний національний діяч. Роберт Томпсон, директор Центру телебачення і популярної культури Блеєра в Сиракузькому університеті, згадував про цей період: «Коли всі хлопці з новин ходили навшпиньки навколо, Джон рубав з плеча ті питання про ЗМУ».

#### Розширення ролі кореспондента
Під час перебування Стюарта як ведучого, роль кореспондента розширилася і стала включати не лише сегменти з місця подій, а й часті обміни репліками в студії. Коли в центрі уваги шоу стали більше новини, кореспонденти все частіше використовувалися в студії, як експерти, що обговорювали питання за столом ведучого, або як журналісти, що ведуть репортаж з несправжніх місць перед зеленим екраном. Коулбер говорить, що ця зміна дозволила кореспондентам активніше брати участь в шоу, оскільки дозволила їм працювати в більш тісному контакті з ведучим і письменниками.

#### Популярність і повага критиків
Висвітлення виборів 2000 і 2004 років у поєднанні з новими сатиричними гранями, допомогли Стюарту і The Daily Show вийти на новий рівень популярності і поваги критиків. Відколи Стюарт став ведучим, шоу виграло 23 прайм-тайм премії «Еммі» і три премії Пібоді, і його рейтинги неухильно зростали. У 2003 році шоу мало в середньому майже мільйон глядачів, тобто втричі більше ніж на початку шоу, оскільки Comedy Central став доступним в більшій кількості домівок. У вересні 2008 шоу дивилося близько двох мільйонів глядачів щодня. Інтерв'ю сенатора Барака Обами 29 жовтня 2008 року привабило 3,6 мільйона глядачів.

#### У політичному спектрі
Зрушення у бік більшої залученості в політичні питання і зростанням популярності передачі в ключових демографічних когортах призвели до появи аналітичних праць щодо того, яке місце належить передачі в політичному спектрі. Адам Клаймер, серед багатьох інших, стверджує, що The Daily Show більше критикує республіканців, ніж демократів. Стюарт, який голосував за демократа на президентських виборах 2004 року, визнав, що шоу має більш ліберальну точку зору, але це не «ліберальна організація» з політичною програмою, і його обов'язок в першу чергу — це бути смішним. Він визнає, що шоу не завжди висміює всіх однаково, пояснюючи, що республіканці, як правило, забезпечують більше комедійної поживи, тому що «я думаю, що ми розглядаємо як цілі тих, хто володіє владою і впливом, а тих, хто не володіє, — ні». В інтерв'ю 2005 року, коли Стівена Коулбера запитали, як він реагує на критику, що The Daily Show є занадто ліберальним, він, будучи демократом, відповів: «Ми ліберальні, але Джон дуже шанобливий до гостей-республіканців, і взагалі, якби ліберали були при владі, було б легше нападати на них, але за республіканцями виконавча, законодавча та судова гілки влади, тому сміятися з демократів — це як дитину вдарити, воно того не варте».
Стюарт критикує демократичних політиків за те, що вони слабкі, боязкі або неефективні. Він сказав в інтерв'ю Ларрі Кінгу напередодні виборів у 2006 році: «Я, чесно кажучи, не відчуваю, що [демократи] мають якийсь вплив. У них є сорок дев'ять відсотків голосів і три відсотки сили. У певний момент хочеться гукнути: „Народ, та зберіться вже“». Він націлювався на них за нездатність ефективно відстоювати деякі питання, такі як війна в Іраку, охарактеризувавши їх як «бездарних» і «не здатних… знайти свою дупу, навіть коли їм дають дві руки і спеціальну карту дупи».
Карлін, тоді виконавчий продюсер шоу, сказав в інтерв'ю 2004 року, що хоча існує колективна чутливість серед персоналу, яка, «профільтрована через Джона і кореспондентів, відчувається як єдина», головна мета шоу — комедія. «Якщо у вас є законно смішний жарт на підтримку ідеї про те, що геї ображають Бога, так ми його дамо!»
17 листопада 2009 року віце-президент Джо Байден з'явився на шоу, що зробило його першим чинним віце-президентом у передачі. 27 жовтня 2010 року президент США Барак Обама став першим чинним президентом США, у якого взяли інтерв'ю в шоу, в якому Обама прокоментував, що він «любить» The Daily Show. Обама не погодився зі Стюартом, що його програма охорони здоров'я «боязка».
Після того, як Сенат США не зміг прийняти, а ЗМІ не висвітлили Акт про здоров'я і компенсації 9/11 Джеймса Задроги, який мав забезпечити моніторинг здоров'я і фінансову допомогу хворим особам, що першими відреагували на теракти 11 вересня, Стюарт присвятив весь випуск 16 грудня 2010 цьому питанню. Упродовж наступного тижня відроджена версія законопроєкту отримала нове життя, з потенціалом бути прийнятою до зимових канікул. За прийняття закону Стюарта хвалили як політики, так і потерпілі, яких він стосується. Згідно з професором телебачення, радіо і кіно Сіракузького університету Роберта Дж. Томпсона, «без нього навряд чи закон пройшов би. Я не думаю, що Браяну Вільямсу, Кеті Курик або Даян Соєр дозволили б зробити це».

#### Страйк письменників
У зв'язку зі страйком Гільдії письменників Америки 2007-2008, шоу пішло на паузу 5 листопада 2007 року. Хоча страйк тривав до лютого 2008 року, шоу повернулося в ефір 7 січня 2008 року, без своїх співробітників-письменників. На знак солідарності з письменниками, передачу називали A Daily Show with Jon Stewart, а не The Daily Show with Jon Stewart, до кінця страйку. Як член Гільдії письменників Америки, Стюарт був відсторонений від написання будь-якого матеріалу для шоу, який би зазвичай писав він сам чи його письменники. У результаті, Стюарт і кореспонденти переважно виступали експромтом на заплановані теми.
Прагнучи заповнити час, зберігши обмеження, пов'язані зі страйком, шоу пускало в ефір або повторно показувало раніше записані сегменти, а Стюарт долучився до короткої екранної псевдоворожнечі з колегами з інших вечірніх передач Стівеном Коулбером і Конаном О'Браєном. Страйк офіційно закінчився 12 лютого 2008 року, письменники шоу повернулися на роботу наступного дня, після чого назву The Daily Show було відновлено.

#### Відсутність Стюарта в 2013 році
Починаючи з червня 2013 року Джон Стюарт взяв дванадцятитижневу перерву для зйомок фільму «Трояндова вода», драми про журналіста, що чотири місяці провів в іранській в'язниці. Джон Олівер заміняв Стюарта за столом ведучого упродовж двох місяців, за чим пішов ще місяць повторів. Як ведучий Олівер отримав позитивні відгуки, завдяки чому в грудні 2013 року пішов з шоу у свою власну передачу під назвою Last Week Tonight with John Oliver, перший випуск якої вийшов 27 квітня 2014 року на каналі HBO.

#### Відхід Джона Стюарта

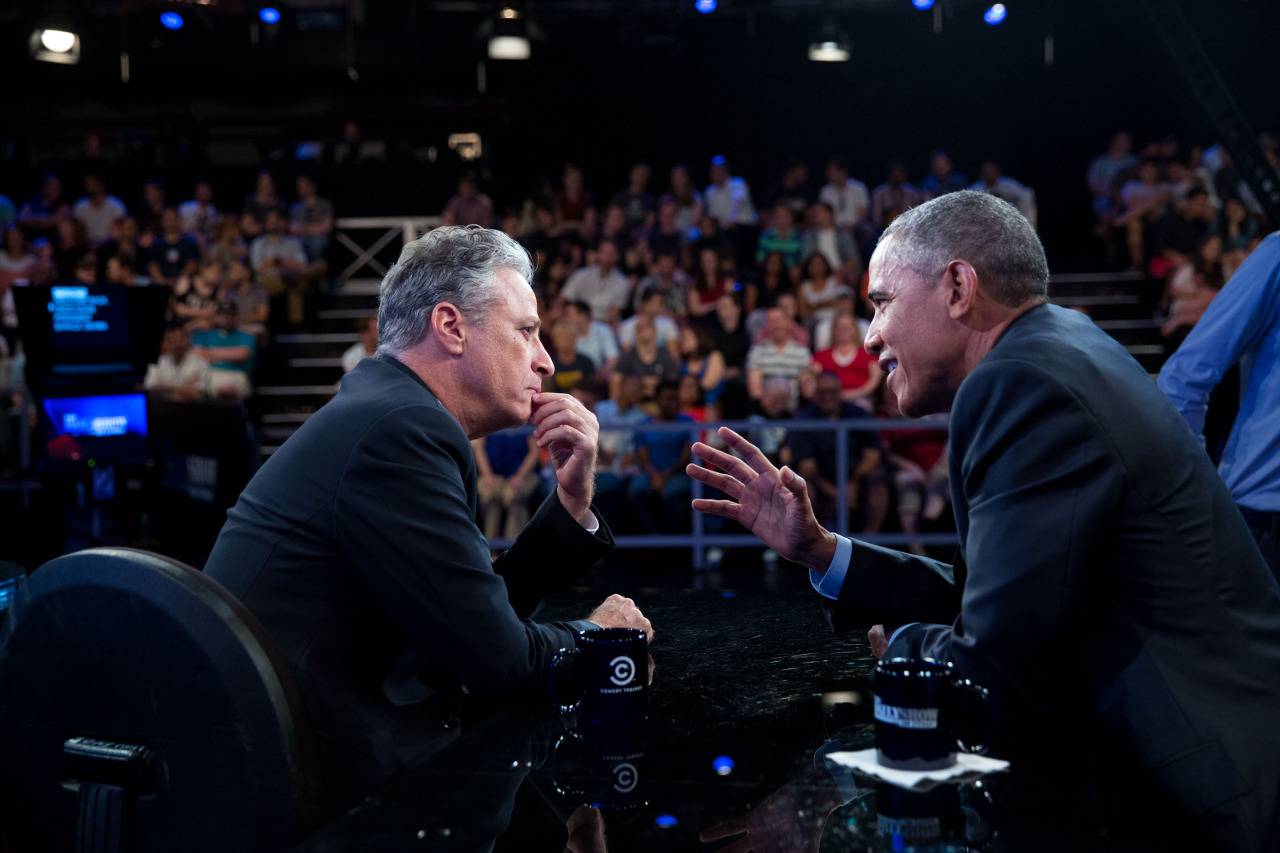
Барак Обама востаннє з'явився у шоу з ведучим Джоном Стюартом 21 липня 2015 року

10 лютого 2015 року, Стюарт оголосив, що він покине шоу пізніше цього року. У своїй заяві Comedy Central наголосив, що The Daily Show продовжуватиме виходити без Стюарта.
25 червня 2015 року Comedy Central оголосив, що перед виходом в ефір останнього епізоду Джона Стюарта, буде «Ваш місяць дзену» — онлайн-марафон, під час якого з 26 червня до 5 серпня крутили усі випуски The Daily Show з Джоном Стюартом.
6 серпня 2015 року вийшов в ефір заключний епізод Стюарта у вигляді годинної передачі з трьох сегментів. У першому було воз'єднання більшості кореспондентів та авторів за всю історію шоу, а також заздалегідь записаний ролик «антипошани» (глузування зі Стюарта) з різними частими гостями і «друзями» передачі. Другим сегментом був попередньо записаний тур по виробництву і студії, з представленням кожного члена персоналу і команди. Заключний сегмент містив коротке напутнє слово від Стюарта, за яким ішла «Хвилинка дзену» — Land of Hope and Dreams і Born to Run Брюса Спрінгстіна у виконанні E Street Band.

### Ведучий Тревор Ноа (2015–теперішній час)
30 березня 2015 року було оголошено, що в ролі ведучого The Daily Show Стюарта замінить Тревор Ноа. Перший випуск з Тревором Ноа був 28 вересня 2015 року, першим гостем став комік Кевін Гарт. Прем'єрний епізод Ноа одночасно показували Viacom на Comedy Central, Nick at Nite, Spike, MTV, MTV2, mtvU, VH1, VH1 Classic, BET, Centric, CMT, TV Land та Logo TV.

14 вересня 2017 року оголошено, що Comedy Central продовжив контракт з Тревором Ноа у ролі ведучого The Daily Show на п'ять років, до 2022 року.

#### Відмінності між версіями Стюарта і Ноа
Окрім того, що змінився тон програми, Ноа також вніс стилістичні зміни: в оформлення студії, нову графіку, а свій монолог іноді презентує не за столом, а стоячи перед екраном. Тревор також збільшив використання у своїй комедії в шоу відсилань, уособлень і характеристик, зрозумілих сучасній молоді, завдяки тому, що сам належить до молодшої вікової групи і може говорити кількома акцентами й вісьмома мовами.
З появою Тревора Ноа у The Daily Show з'явилося троє нових кореспондентів: Рой Вуд-молодший, Дейзі Лайдік і Ронні Ченг.
У січні 2016 року The Daily Show with Trevor Noah почало використовувати модифіковану версію попередньої музичної теми, яку створили Timbaland і King Logan. Це ремікс старої теми з додаванням року.
Тревор Ноа також уникає багато говорити про Fox News, чим раніше був знаменитий Стюарт. «The Daily Show базувалося на новому 24-годинному циклі новин, ось і все, це те, що надихнуло на створення The Daily Show. Зараз ви дивитеся на новини, а там все не так. Все вже не крутиться довкола новин за добу. Є так багато різних варіантів. Половина всього зараз онлайн. Є Gawker, є Buzzfeed. Спосіб, у який люди отримують свої новини — це уривки звуків і заголовки, а заголовки-приманки змінили геть усе. Найбільший виклик є й найбільш цікавим, я впевнений, як ми збираємося зібрати це все докупи і подивитися під ширшою призмою замість того, щоб просто йти з одним джерелом, яким історично були Fox News», — сказав Ноа на прес-конференції перед дебютом шоу.

#### Стюарт відвідуєThe Daily Show with Trevor Noah; Джордан Клеппер як запрошений ведучий
8 грудня 2015 року колишній ведучий Джон Стюарт уперше повернувся на The Daily Show з розширеним епізодом, щоб привернути увагу до продовження Акту про здоров'я і компенсацію 9/11 Джеймса Задроги (який інакше називають Закон очевидців 9/11), яке, як пояснив Стюарт, було заблоковане Полом Раяном і Мітчем Макконнеллом з політичних причин. 20 жовтня 2016 Ноа не зміг провести заплановані зйомки The Daily Show через хворобу, тож ведучим був кореспондент Джордан Клеппер.
16 листопада 2017 Стюарт знову з'явився у The Daily Show, частково для пародії на автоматичний обдзвін фейкового репортера «Вашингтон пост» «Берні Бернштейна» і також щоб прорекламувати Night of Too Many Stars на каналі HBO.

## Кореспонденти, учасники та персонал
Кореспонденти шоу мають дві основні ролі: експертів з сатиричними старшими званнями, що ведуть з Ноа бесіди на деякі питання, або ведуть репортаж з місця подій, що часто містить гумористичні коментарі та інтерв'ю, що стосуються поточної теми. У нинішню команду кореспондентів, яку разом називають «The Best F#@king News Team Ever», входять: Ронні Ченг, Майкл Коста, Дейзі Лайдік, Хасан Мінхадж, Дульсі Слоан і Рой Вуд-молодший. Автори з'являються менш часто, зазвичай зі своїм унікальним повторюваним сегментом чи темою. Поточні автори: Льюїс Блек, Ніл Бреннан, Мішель Вулф і Джина Яшере. Бен Карлін каже, що зірки ефіру роблять великий внесок в матеріал, який представляють, як у репортажах з місць, так і в студійних появах, чи то беручи участь у процесі написання тексту, чи то вже додаючи імпровізації під час репетицій.
За час виходу передачі в ефір у ній з'являлося чимало відомих коміків, і для декого з них вона послужила трампліном в кар'єрі. Скотт Діккерс, головний редактор The Onion, описує її як ключовий стартовий майданчик для комедійного таланту, кажучи: «Я не знаю, чи зараз є краще шоу, яке можна вписати у своє резюме». Стів Керелл, який був кореспондентом у 1999—2005 роках, перш ніж перейти до кінокар'єри та зйомок у серіалі «Офіс», дякує за свій успіх Стюарту і The Daily Show. У 2005 році Стівен Коулбер, що був кореспондентом The Daily Show найдовше, став ведучим спін-офу The Colbert Report, який здобув популярність і визнання критиків. Коулбер вів цю програму, поки не обраний на заміну Девіду Леттерману в ролі ведучого Late Show на каналі CBS наприкінці 2015 року. Ед Гелмс, колишній кореспондент з 2002 по 2006 рік, також знявся в серіалі Офіс на NBC, а в 2009 знявся у головній ролі в Похміллі у Вегасі.
Після двох місяців на заміні Стюарта влітку 2013 року, Джон Олівер започаткував власне шоу на каналі HBO, Last Week Tonight with John Oliver. В 2016 році колишня кореспондентка Саманта Бі почала власне вечірнє ток-шоу Full Frontal with Samantha Bee. Джейсон Джоунс, ще один колишній кореспондент, працює виконавчим продюсером шоу.
У червні 2010 року, актриса-комік Олівія Манн почала пробний період на шоу в ролі кореспондента. Ірін Кармон з сайту Jezebel піддала сумніву її вміння, припустивши, що Манн більш відома як секс-символ, ніж як комік. Колонку Кармон засудили жінки-колеги Манн: сценаристки, продюсерки, кореспондентки Daily Show — 32 з них залишили свої спростування на сайті шоу, в якому вони стверджували, що опис Daily Show, який сайтом Jezebel є недостовірним. Манн з'являлася як кореспондентка Daily Show у 16 епізодах, з червня 2010 по вересень 2011 року.
Перебування на шоу Ваята Сінека було бурхливим, у липні 2015 в інтерв'ю для WTF with Marc Maron, він пояснив, що пішов з шоу частково через гарячі суперечки між ним та Джоном Стюартом в червні 2011 року про республіканського кандидата у президенти Германа Кейна. Однак Сінек з'явився у заключному епізоді Стюарта, щоб попрощатися, вони розіграли навмисне дивну розмову.

### Запрошені ведучі
- Саманта Бі і Джейсон Джоунс, 1 епізод (7 жовтня 2014)
- Стів Керелл, 7 епізодів (21 лютого 2001, 27-29 березня 2001, 2 і 4 квітня 2001 та 1 травня 2001 року)
- Стівен Коулбер, 11 епізодів (24 січня 2001 року, 20 і 22 лютого 2001, 26-27 березня 2001, 3 і 5 квітня 2001, 2-3 травня 2001 року, 6 березня 2003 року і 6 липня 2004 року)
- Роб Корддрі, 1 епізод (9 лютого 2006)
- Венс Дедженерес, 2 епізоди (лютого. 26-27, 2001)
- Джордан Клеппер, 1 епізод (20 жовтня 2016)
- Джон Олівер, 33 епізоди (з 10 червня 2013 року по 15 серпня 2013 року і 13 листопада 2014 р.)
- Мо Рокка, 1 епізод (27 лютого 2001)
- Ненсі Воллс, 2 епізоди (21 лютого 2001 та 29 березня 2001 року)

## Реакції

### Рейтинги
Телевізійні рейтинги з 2008 року показують, що програма зазвичай збирає від 1,45 до 1,6 мільйона глядачів щодня, що є високим показником для кабельного телебачення. Наприкінці 2013 року рейтинги The Daily Show складали 2,5 мільйона глядачів щодня. В демографічному плані, когорта глядачів зміщена до відносно молодої і добре освіченої аудиторії порівняно з традиційними новинними передачами. У 2004 році дослідження Nielsen Media Research, проведене за замовленням Comedy Central, визначило медіанний вік 35 років. Під час президентських виборів у США 2004 року, шоу отримувало більше глядачів чоловічої статі у віці від 18 до 34 років, ніж Nightline, Meet the Press, Hannity & Colmes і всі вечірні випуски новин.
З цієї причини, коментатори як Говард Дін і Тед Коппел стверджують, що Стюарт слугував реальним джерелом новин для молодих людей, незалежно від його намірів. У 2016 році дослідження Нью-Йорк Таймс 50-ти ТВ-шоу з найбільшою кількістю вподобань у Facebook виявило, що The Daily Show «найбільш популярне у містах та інших більш ліберальних місцях уздовж узбереж. Пік популярності в Сан-Франциско; найменш популярне в Алабамі».

### Як джерело новин
Письменники шоу відкидають ідею, що The Daily Show стало джерелом новин для молоді. Стюарт стверджує, що американці живуть в «добу інформаційного осмосу», в яку практично неможливо отримувати новини з якого-небудь одного джерела, і каже, що його шоу має успіх як комічна передача, тому що глядачі вже мають деякі знання про поточні події. «Наше шоу не буде цінним для людей, які не розуміють новин, бо для них воно не матиме сенсу», — стверджує він. — «Ми робимо припущення про ваш рівень знань, що… якби ми були вашим єдиним джерелом новин, ви б просто дивилися і думали: „я не знаю, що відбувається“».
У дослідженні 2006 року, опублікованому в університеті штату Індіана, зробили спробу порівняти основний обсяг інформації The Daily Show і кабельних новин прайм-тайму, і прийшли до висновку, що, коли йдеться про суть, то різниця між The Daily Show та іншими ЗМІ невелика. Дослідження стверджуває, що, оскільки обидві програми більше спрямовані на природу інформаційно-розважальності і рейтинги, ніж на поширення інформації, то вони в цілому рівні за обсягом істотних новин, які пропонують.
По ходу того, як лінія між комедійним шоу і новинною передачею розпливається, Джон Стюарт опинився під тиском агітації у деяких колах, щоб зайнятися більш серйозною журналістикою. Такер Карлсон і співзасновниця The Daily Show Ліз Вінстед критикували Стюарта за те, що він критикує політиків та журналістів у своїх монологах, але потім, в інтерв'ю з цими ж людьми, рідко змушує їх брати відповідальність лицем до лиця. У 2004 році Вінстед висловила побажання Стюарту ставити складніші сатиричні запитання, сказавши: «Коли ви берете інтерв'ю в Річарда Перла або Кіссінджера, якщо ви даєте їм пройти, то потім стаєте тим, кого висміюєте. Якщо у вас на дивані сидить військовий злочинець, — то щоб просто дозволити йому залишитися військовим злочинцем, який сидить на дивані, треба дотримуватися певних меж». Вона зауважила, що успіх The Daily Show і її доступ до молодих виборців має дозволяти Стюарту сильніше тиснути на політичних гостей, не боячись, що вони не повернуться в шоу. У 2010 році погляд Вінстед дещо змінився, вона відзначила, що з 2004 року Стюарт зробив деякі з найжорсткіших інтерв'ю на телебаченні. У 2003 Стюарт сказав, що не думає про себе як про соціального чи медіа-критика і відкидає ідею, що він має якусь журналістську роль як інтерв'юер.
У своїй появі в передачі Crossfire («Перехресний вогонь») на телеканалі CNN, Стюарт критикував це передачу і сказав, що вона «шкодить Америці», влаштовуючи сенсації з дебатів і сприяючи політичним вивертам. Коли співведучий Карлсон зауважив, що Стюарт сам не поставив Джону Керрі суттєві запитання, коли Керрі з'явився на The Daily Show, Стюарт заперечив, що це не його робота робити серйозні інтерв'ю і що комедійна передача «фейкових новин» не повинна оцінюватися за тими ж стандартами, що й справжня журналістика. «Ти на CNN!» — сказав Стюарт, — «А шоу, яке веде до мене, це ляльки, що роблять дріб'язкові телефонні дзвінки! Що з тобою?» Медіа-критик Ден Кеннеді вважає, що Стюарт лукавить, говорячи це, тому що «не можна взяти інтерв'ю у Білла Клінтона, Річарда Кларка, Білла О'Райлі, Боба Доула і т. д., і т. ін., а тоді продовжувати говорити, що ти просто комік».
Дослідження 2004 року щодо впливу The Daily Show на симпатії глядачів встановило, що учасники мали більш негативну думку і про президента Буша, і тодішнього демократичного кандидата в президенти Джона Керрі. Учасники також висловили більш цинічні думки з приводу виборчої системи і ЗМІ. Політологи Джоді Баумгартнер і Джонатан Морріс, які проводили дослідження, стверджують, що не зрозуміло, як такий цинізм буде впливати на політичну поведінку глядачів шоу. У той час як розчарування і негативне сприйняття кандидатів у президенти можуть відвернути глядачів від голосування, Баумгартнер і Морріс вважають можливим, що невдоволення може навпаки спровокувати активнішу участь і що після шоу глядачі можуть стати більш залученими та поінформованими виборцями, з більш широкими політичними знаннями.
Рейчел Ларріс, яка також провела академічне дослідження The Daily Show, оскаржує висновки Баумгартнер і Морріса. Ларріс стверджує, що дослідження вимірювало цинізм в занадто широкому плані і що буде надзвичайно важко знайти причинно-наслідковий зв'язок між переглядом The Daily Show і певними думками чи діями. Такі блогери, як Марті Каплан з Гаффінгтон пост, стверджують, що поки комедія Стюарта заснована на правді, відповідальність за зростання цинізму лежить на самих політичних та медіа-діячах, а не комікові, що їх висміює.
Сам Стюарт говорить, що не сприймає своє шоу як цинічне. «Мені так цікаво, що люди називають цинічною вечірню комедійну програму», — говорить він, — «Що може бути більш цинічним, ніж сформувати ідеологічну новинну мережу на зразок Fox і назвати її „справедливою і збалансованою“? Те, що ми робимо, мені майже здається чарівним у своєму ідеалізмі». Стюарт зауважив, що не отримує ніякої радості від недоліків американського уряду, незважаючи на комедійну поживу, які вони дають. «Ми не хлопці за ігровим столом, що роблять ставки», — сказав він у шоу Ларрі Кінга. — «Якщо б влада раптом стала надихати… ми були б найщасливішими людьми у світі, і могли б звернути свою увагу на ідіотів як то, знаєте, медійники, без образ».
У липні 2009 року, журнал Тайм провів онлайн-опитування під назвою «Тепер, коли помер Волтер Кронкайт, хто в Америці найнадійніший диктор?» Джон Стюарт виграв з 44 % голосів, на 15 відсоткових пунктів випередивши Браяна Вільямса, котрий був на другому місці з 29 %. Стюарт применшив результати на шоу, заявивши, що «це було інтернет-опитування, і я був варіантом „жоден з вищезгаданих“».[джерело?]
В грудні 2013 року, TV Guide назвав шоу з Джоном Стюартом № 53 у списку 60 найкращих серіалів усіх часів.

### Ефективність
Наприкінці 2004 року Національне виборче опитування Анненберга в університеті Пенсильванії провело дослідження американських телеглядачів і виявило, що шанувальники The Daily Show мали точніше уявлення про факти за президентські вибори 2004 року, ніж більшість інших, включаючи тих, хто в першу чергу отримували свої новини через національну мережу вечірніх випусків новин і з газет. Однак в опитуванні Pew Research Center у 2004 році ті, хто навів комедійні шоу на зразок The Daily Show як джерело новин, були серед найменш поінформованих про події кампанії і ключові аспекти біографій кандидатів, а тих, хто називав інтернет, Національне громадське радіо, новини та журнали були найбільш поінформованими. Навіть з врахуванням віку й освіти, люди, які дізнавалися про кампанії через інтернет, виявилися найбільш поінформованими, а ті, хто дізнавався з комедійних передач, найменш поінформованими.
За результатами опитування, опублікованого Дослідницьким центром П'ю у квітні 2007 року, глядачі, які дивляться The Colbert Report та The Daily Show, як правило, схильні бути більш інформованими про новини, ніж аудиторія інших новинних джерел. Приблизно 54 % глядачів The Colbert Report та The Daily Show мали високі знання, за ними йде передача Джима Лерера 53 % і програма Білла О'Райлі з 51 %, що значно вище, ніж 34 % глядачів мережевих ранкових шоу. Опитування показує, що зміна формату новин не надто впливає на те, як багато громадськість знає про національні і міжнародні справи, але додає, що немає чіткого зв'язку між форматом новин і тим, що глядачі знають. Project for Excellence in Journalism випустив звіт контент-аналізу про те, що The Daily Show наближається до надання повних щоденних новин.

## Нагороди та номінації
З ведучим Джоном Стюартом, The Daily Show виросло в очах критиків. Передача отримала дві премії Пібоді за висвітлення президентських виборів 2000 та 2004 років. У період з 2001 по 2015 рік, вона отримала 24 прайм-тайм премії Еммі в категорії «Найкраща програма вар'єте, музики чи комедії» (переможець упродовж 10 років поспіль з 2003 по 2012 рік) та категорії «Найкращий текст для програми вар'єте, музики чи комедії», і ще сім номінацій. Шоу також було відзначене GLAAD, Асоціацією телевізійних критиків та Satellite Awards. Книжка America (The Book): A Citizen's Guide to Democracy Inaction, бестселер 2004 року, написаний Стюартом і письменниками The Daily Show, став «Книгою року» від Publishers Weekly, а його скорочена аудіокнига отримала в 2005 році премію Греммі за Найкращий комедійний альбом.
У вересні 2010 року, журнал Тайм включив передачу до переліку «100 найкращих телешоу всіх часів». У 2015 році, шоу отримало свою третю премію Пібоді за «довгостроковий вплив на політичну сатиру, телевізійну комедію і навіть саму політику». На 69-ій премії «Еммі» The Daily Show with Trevor Noah отримало ще одну премію Еммі.

## Глобальні випуски
The Daily Show виходить на різних мережах по всьому світу; крім того, скорочена версія під назвою The Daily Show: Global Edition випускається щотижня спеціально для зарубіжної аудиторії. Її транслюють за межами США по CNN International та інших зарубіжних мережах з вересня 2002 року. Цей випуск триває півгодини і містить різні сегменти, в тому числі одне інтерв'ю з гостем минулого тижня, зазвичай з понеділкового чи вівторкового епізоду. Ноа робить ексклюзивний вступний монолог перед аудиторією, зазвичай про найважливішу міжнародну подію тижня, і заключні коментарі без глядачів. Під час ефіру на CNN International, програмі передує письмове попередження: «Передача, яку ви збираєтеся дивитися, це пародія на новини. Факти в її історіях не перевіряються. Її репортери не журналісти. І її думки не повністю продумані».[джерело?]
З 27 лютого 2017 The Daily Show with Trevor Noah регулярно одночасно транслюють на Black Entertainment Television.
З 2001 по 2006 роки, Westwood One давали в ефір невеликі 90-секундні уривки шоу на різних радіостанціях по всій Америці.
У Канаді, The Daily Show виходить в ефір на The Comedy Network (кабельному каналі, подібному до Comedy Central) одночасно з ефіром на Comedy Central, а також на CTV о 12:05 ранку за місцевим часом, слідуючи за пізніми місцевими випусками новин.
У Великій Британії та Ірландії, цифровий телеканал More4 транслював The Daily Show з вівторка по п'ятницю ввечері, а Global Edition, яке не цензурується, виходить по понеділках; регулярні епізоди виходять в ефір наступного вечора після ефіру в США. More4 став першою телекомпанією, що передавала епізоди The Daily Show повністю, хоч вони і вносили зміни в програму через зміст, мову, довжину чи комерційні відсилання. Програма також була доступна для перегляду через інтернет-сервіс відео за запитом 4oD. «Перекличку» з The Colbert Report зазвичай включали, хоч воно і показувалося на FX, іншому каналі. Крім того, розміщення рекламних пауз відповідало формату, прийнятому у Великій Британії, з однією перервою в середині шоу, а не кілька коротких перерв у різних точках. Коли в The Daily Show була перерва, показували або повтори, або альтернативний контент. З січня 2011 року виходить лише Global Edition. У липні 2012 Comedy Central оголосив, що The Daily Show буде показуватися на Comedy Central Extra в такому ж форматі, як раніше на More4, епізоди йтимуть в ефір через 24 години після показу в США. Шоу транслювалося на каналі з липня 2012 по квітень 2015 року.
Global Edition тижня 20 липня 2011 року не вийшов в ефір у Великій Британії, оскільки включав в себе сегмент, де глузували з Руперта Мердока і його появи перед Комітетом з питань культури, медіа та спорту Палати громад щодо скандалу з News International. Парламентські правила забороняють транслювати парламентські слухання в сатиричному контексті. Стюарт виділив сегмент шоу 2 серпня 2011 року під сатиру на цензурування цього епізоду в Британії. В травні того ж року у The Daily Show глузували із заборони на використання зйомки королівського весілля у сатиричному контексті з анімованим відео, в якому гостями на весіллі зображені ведмедик Паддінгтон, Голум і Адольф Гітлер, а відвідувачі зображені так, наче беруть участь у різних формах агресивної та сексуальної поведінки. Стюарт пізніше обговорював цю заборону з гостею Кірою Найтлі.
The Daily Show раніше виходило в Індії на Comedy Central India.
The Daily Show виходить в ефір на австралійському платному каналі The Comedy Channel в будні дні о 6:30 вечора. Безкоштовний цифровий канал ABC2 почав транслювати шоу без перерв на рекламу в березні 2010 року, але припинив у січні 2011 року, коли The Comedy Channel отримав ексклюзивні права; Епізоди були також доступні в онлайн-сервісі мережі ABC iView незабаром після виходу в ефір. The Comedy Channel (а також ABC2 упродовж 2010 року) зазвичай показував також The Colbert Report, і обидва транслювали Global Edition по понеділках, а звичайні епізоди з вівторка по п'ятницю. Global Edition раніше показували на вихідних на SBS, поки передача не перейшла на Network TEN.
У Північній Африці і на Близькому Сході The Daily Show транслювалося на Showtime Arabia починаючи з 2008 року і до 2015. Коли шоу перейшло під керівництво Ноа, OSN вирішили почекати з виходом в ефір нового шоу. Зараз  Global Edition шоу транслюється на Comedy Central HD-каналі OSN. Епізоди часто редагують, якщо вони містять теми, недоречні для регіону.
Епізоди американської версії також доступні в інтернеті наступного дня на офіційному сайті Comedy Central для The Daily Show, хоча ця послуга доступна не в усіх країнах. Однак, кліпи для Великої Британії та Ірландії стали доступні глядачам на сайті UK Comedy Central у грудні 2011 року.

### The Daily Show: Nederlandse Editie
Офіційна нідерландська версія шоу має назву The Daily Show: Nederlandse Editie і вперше вийшла на Dutch Comedy Central 31 січня 2011 року. Програма схожа на оригінал, за винятком того, що це нідерландські новини і нідерландський погляд на міжнародні новини. Ведучий шоу — комік Jan-Jaap van der Wal, який був капітаном команди у Dit was het nieuws, нідерландській версії Have I Got News For You. У першому епізоді гостем був Джон Стюарт (записаний в Нью-Йоркській студії), який дав шоу своє офіційне благословення. Це перша і єдина франшиза The Daily Show. «Нідерландське видання» не пішло далі тестових 12 епізодів через відсутність глядачів.

## Спін-оф

### The Colbert Report
Спін-оф The Colbert Report було оголошено на початку травня 2005 року. Шоу вів колишній кореспондент Стівен Коулбер, і воно служило відповіддю Comedy Central на програми мудреців на зразок Білла О'Райлі. Коулбер, Стюарт і Бен Карлін розвинули ідею для шоу, базуючись на серії несправжніх телевізійних рекламних роликів, які були створені для попереднього сегменту The Daily Show. Вони розповіли концепцію керівнику Comedy Central Дугу Герцогу, який погодився транслювати шоу упродовж восьми тижнів без створення спочатку пілотного епізоду. Прем'єра The Colbert Report відбулася 17 жовтня 2005 року, програма виходила в ефір після The Daily Show упродовж дев'яти років. Початкові рейтинги задовольнили Comedy Central і менше, ніж через три тижні після дебютного епізоду, шоу було продовжене на рік. The Colbert Report створювала виробнича компанія Джона Стюарта під назвою Busboy Productions.
У 2014 році було оголошено, що Коулбер залишає Comedy Central, що вести The Late Show with Stephen Colbert на каналі CBS в 2015 році, після виходу на пенсію Девіда Леттермана. Заключний епізод The Colbert Report вийшов в ефір 18 грудня 2014 року.

### The Nightly Show with Larry Wilmore
9 травня 2014 року оголошено, що Ларрі Вілмор був обраний як ведучий шоу на Comedy Central, що прийде на зміну The Colbert Report. 19 січня 2015 Вілмор почав вести The Nightly Show with Larry Wilmore, вечірнє панельне ток-шоу. Програму виробляла Busboy Productions. 15 серпня 2016 Comedy Central оголосив, що шоу Вілмора скасоване. Шоу завершилося 18 серпня 2016 року, всього мало 259 серій.

### The Opposition with Jordan Klepper
4 квітня 2017 року Comedy Central оголосив про новий спін-оф, який мав зайняти часовий проміжок об 11:30 вечора, що не мав оригінального шоу з часу скасування нічного шоу Ларрі Вілмора. Старший кореспондент The Daily Show Джордан Клеппер став ведучим, Клеппер, Стюарт Міллер і Тревор Ноа — у ролі виконавчих продюсерів. Шоу має на меті «висміювати гіперболізовану шумову машину теорії змов, що є альтернативним медіа-ландшафтом, як в правих, так і в лівих».
Шоу стартувало 25 вересня 2017 року.

### Книжки
- The Daily Show's Five Questions from Comedy Central («П'ять запитань Щоденного шоу від Камеді Сентрал»), опублікована у 1998 році, — книжка, яку написав Крейг Кілборн та інші письменники The Daily Show, що містить матеріал із сегменту «П'ять запитань».
- America (The Book): A Citizen's Guide to Democracy Inaction («Америка (книга): Посібник громадянина з бездіяльності демократії»), опублікована в 2004 році, — це книжка, написана Джоном Стюартом та іншими письменниками The Daily Show, що пародіює і висміює американську політику і світогляд.
- Earth (The Book): A Visitor's Guide to the Human Race («Земля (книга): Посібник відвідувача по людській расі»), що вийшла у 2010 році, — це книжка, написана Джоном Стюартом та іншими письменниками The Daily Show, по стилю дуже схожа на America (The Book), але фокусується на планеті і людській культурі, а не історії Америки.
- The Daily Show (The Book): An Oral History as Told by Jon Stewart, the Correspondents, Staff and Guests («Щоденне шоу (книга): Усна історія, розказана Джоном Стюартом, кореспондентами, працівниками і гостями»), опублікована в 2016 році, — це книжка, написана Крісом Смітом, автором-редактором New York Magazine та іншими членами сім'ї Daily Show. Книжка є хронікою 16 років The Daily Show with Jon Stewart.

## Подальше читання
- Baym, Geoffrey. The Daily Show and the reinvention of political journalism (PDF). Архів оригіналу (PDF) за 4 лютого 2012. (доповідь на щорічній конференції Pre-APSA з політичних комунікацій, Чикаго, 1 вересня 2004)
- Holt, Jason. (ed.). The Daily Show and Philosophy: Moments of Zen in the Art of Fake News. (Wiley-Blackwell, 2007) ISBN 978-1-4051-6314-9
- Goodnow, Trischa. (ed.). «The Daily Show and Rhetoric: Arguments, Issues, and Strategies». (Lexington Books, 2011) ISBN 978-0-7391-5003-0
- Jones, Jeffrey P. Entertaining Politics: New Political Television and Civic Culture. Lanham, MD: Rowman & Littlefield, 2005.
- Rocca, Mo. Report From Philly: What's Wrong With Rabble Rousing? A Correspondent For «The Daily Show With Jon Stewart» Tried His Best To Ruffle Feathers At The Convention. A Web Exclusive By Mo Rocca. Newsweek.com. August 14, 2000.
- Smith, Chris. The Daily Show (The Book): An Oral History As Told by Jon Stewart, the Correspondents, Staff and Guests. New York: Grand Central Publishing, 2016, ISBN 978-1-4555-6538-2.